# Adriaen van der Donck
Adriaen van der Donck (Breda, ca. 1618 – Nieuw-Amsterdam, 1655) was een advocaat en landeigenaar in Nieuw-Nederland, naar wie de stad Yonkers in de staat New York is vernoemd (Van der Donck werd jonkheer of jonker genoemd vanwege zijn erfelijke landbezit in Nieuw-Nederland). Van der Donck was een van de belangrijkste politieke voorvechters van het recht op zelfbestuur in de stad Nieuw-Amsterdam, en kan worden gezien als vader van de geboorteakte van de stad die later New York zou worden.

## Levensloop

### Jeugd en jonge jaren
Van der Donck werd omstreeks 1618 geboren in Breda. Hij was vernoemd naar zijn beroemde grootvader Adriaen van Bergen, die de list met het Turfschip van Breda bedacht. In 1638 werd hij toegelaten voor de studie rechten aan de Universiteit Leiden.

### Van der Donck en Rensselaerswijck
Rond 1641 raakte Van der Donck geïnteresseerd in de kolonisatiemogelijkheden van de nieuwe wereld. Ondanks het feit dat hij erg gemakkelijk aan een goede baan had kunnen komen in zijn vaderland (hij kwam uit een welgestelde en befaamde familie en zijn vaderland beleefde een ongekende hoogconjunctuur) koos hij voor het avontuur. Het lag voor de hand dat hij met zijn kolonistische plannen naar de VOC of de WIC zou gaan, maar deze organisaties waren volgens Van der Donck te traag en te georganiseerd.
Al snel kreeg hij de kolonie van Kiliaen van Rensselaer in het oog. Rensselaerswijck floreerde al elf jaren en was gestaag uitgebreid, maar nu was er behoefte aan goed bestuur. Van der Donck vroeg in een brief aan Van Rensselaer of hij iets zou kunnen betekenen voor zijn kolonie. Van Rensselaer was meteen enthousiast; de aan de beste universiteit van Nederland geschoolde Van der Donck was de perfecte man voor zijn kolonie. Van der Donck kreeg de functie van schout van Rensselaerswijck toegewezen.

### Van der Donck als ontdekkingsreiziger

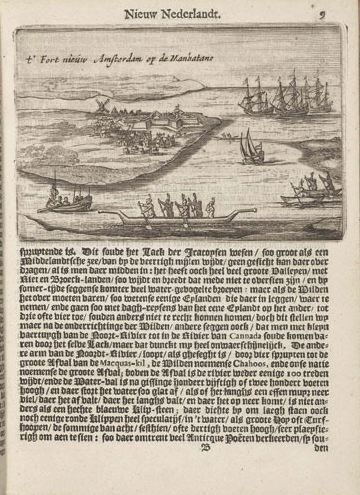
Pagina uit Van der Doncks Beschryvinge van Nieuw-Nederlant

Van der Donck ontplooide zich als een kundige ontdekkingsreiziger. Zijn Beschryvinge van Nieuw-Nederlant, waaraan hij zijn volledige leven heeft gewerkt en waar vrijwel alles wat er te vertellen viel over Nieuw-Nederland in was opgeschreven, was in die tijd een belangrijke promotor voor kolonisatie van Nieuw-Nederland, en is tot op de dag van vandaag een zeer belangrijke bron voor geschiedkundigen die zich bezighouden met Nieuw-Nederland.
Willem Kieft, de directeur van Nieuw-Nederland, voerde een desastreuze politiek ten opzichte van de indianen. Constant en om het minste of geringste voerde hij oorlog tegen de indianen, ondanks zware protesten van de bevolking van Nieuw-Nederland, die de verschrikkingen van oorlog in hun vaderland juist achter de rug hadden. Door dit beleid vormden indianenstammen een monsterverbond tegen de Europeanen. In de loop van 1642-1643 werd in enkele maanden noeste arbeid van vele jaren tenietgedaan.
In Rensselaerwijck bleek Van der Donck een eigengereide man te zijn die liever deed wat in zijn ogen goed was voor de kolonisten dan naar zijn baas te luisteren. Van der Donck protesteerde vaak tegen bevelen van Van Rensselaer en laatstgenoemde verdacht hem ervan zelf een kolonie te stichten. Van der Donck werd ontheven uit zijn functie. Korte tijd later stierf Van Rensselaer, en het land ging over op zijn zoons. Rensselaerswijck werd sindsdien Hertogdom Rensselaerswijck genoemd, zou als politieke eenheid de Engelse kolonie New York overleven en zelfs nog een behoorlijke tijd voortbestaan in de Verenigde Staten. Rensselaerswijck dijde uit tot een gebied dat de stad Albany volledig omringde, dat vierduizend vierkante kilometer besloeg en bestond uit honderdduizend pachtende boeren.
Van der Donck verhuisde in die periode naar Nieuw-Amsterdam, om zich daar met politieke zaken bezig te houden. In de stad was namelijk een conflict ontstaan tussen de inwoners en directeur Willem Kieft. Kieft was tegen de wil van de bevolking een oorlog begonnen tegen de indianen, en die oorlog verliep desastreus. Enkele inwoners, de voornaamste waren Jochem Kuyter en Cornelis Melyn, schreven een petitie aan de Nederlandse Staten-Generaal met de oproep Kieft af te zetten en de inwoners meer inspraak te geven in het bestuur van de stad. Van der Donck was de auteur van deze petitie.
Intussen werd Kieft opgedragen de desastreuze oorlog met de indianen te beëindigen. Hij riep de hulp in van Van der Donck - niet wetende dat hij een brief had geschreven waarin om zijn aftreden werd gevraagd - die goede contacten had met de indianen en hun taal en gebruiken kende. Van der Donck zegde zijn medewerking toe en bracht in een missie samen met Kieft naar de indianen de vrede tot stand. Als dank hiervoor kreeg hij een stuk land toegewezen ten noorden van Manhattan. Zijn grote bezit ging gepaard met een soort niet-officiële titel: jonkheer of jonker. Tot lang na zijn dood werd het gebied 'Jonkers land' genoemd, en tegenwoordig staat het nog steeds bekend als Yonkers in New York.

### De Raad van Negen

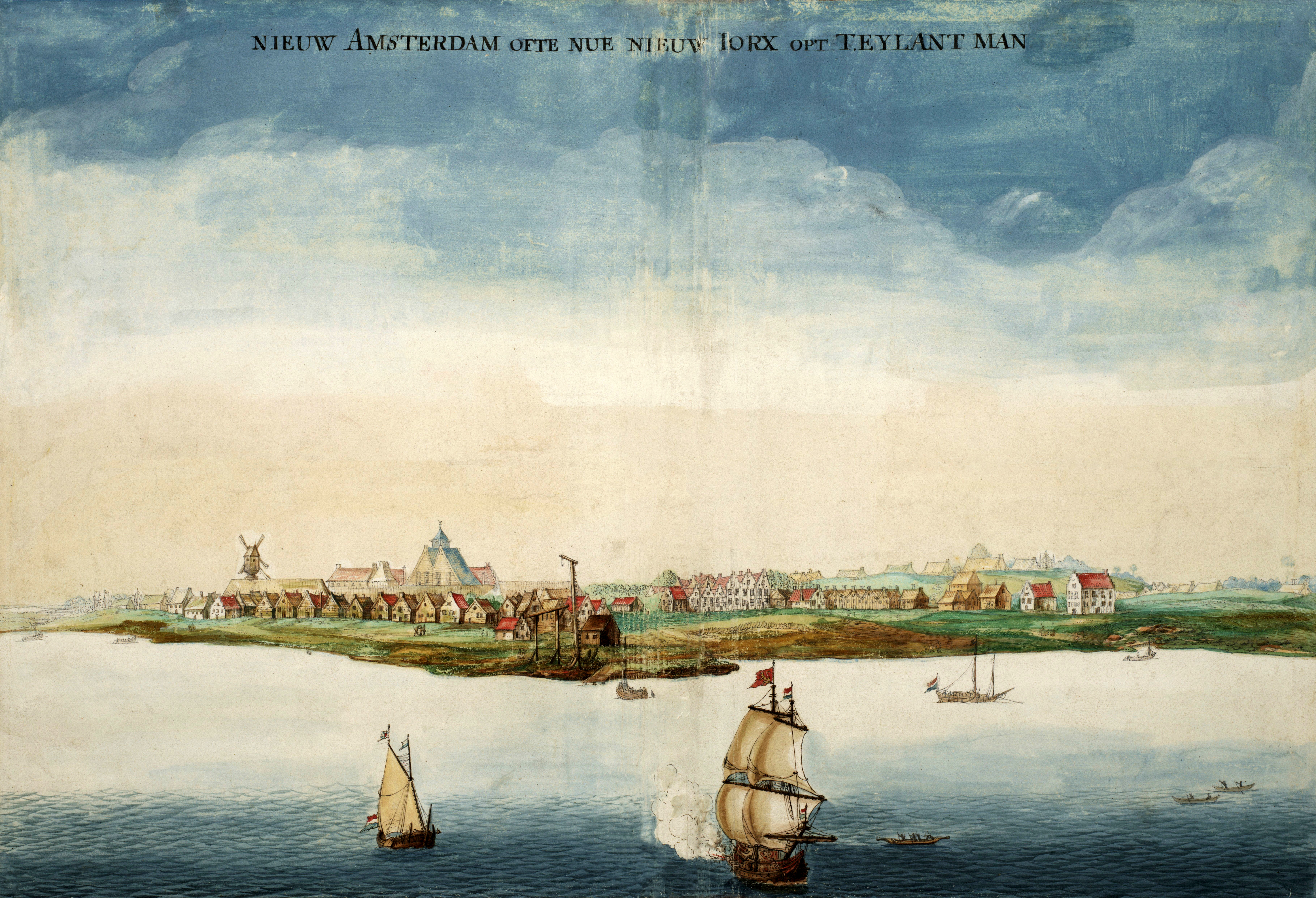
Gezicht op Nieuw Amsterdam door Johannes Vingboons (1664)

Van der Donck werd op 1 januari 1649 gekozen in de Raad van Negen, een vertegenwoordigend orgaan dat door de nieuwe directeur-generaal Peter Stuyvesant was ingesteld. Al snel stelde hij zich, omdat hij de enige academisch geschoolde inwoner was, op als leider van de Raad. In dezelfde maand kwamen Kuyter en Melyn, die door Peter Stuyvesant wegens verraad waren verbannen uit de kolonie, terug naar de kolonie, met een uitspraak van het hooggerechtshof van Nederland waarin ze werden vrijgesproken. De documenten van het hooggerechtshof stelden tevens dat de indianenoorlog van Kieft tegen alle openbare regelgeving in was, en dat Kieft en later Stuyvesant de - door het hof erkende - afgevaardigden uit het volk had gehinderd. Stuyvesant werd gesommeerd zich te verantwoorden in de Republiek voor zijn gedrag. Ook droegen Kuyter en Melyn een persoonlijke brief van prins Willem II van Oranje-Nassau, waarin de prins Stuyvesant vroeg Kuyter en Melyn hun bezittingen terug te geven en de besluiten van het hooggerechtshof uit te voeren.
Dit alles was een geweldige steun voor de Raad van Negen, en een doorn in het oog van Stuyvesant. De Raad wilde een afvaardiging van de kolonie naar Nederland sturen om hun zaak te bepleiten, maar Stuyvesant stelde, in poging de schade te beperken, dat de Raad er helemaal niet zeker van was dat de wil van de Raad ook de wil van het volk was. De Raad besloot hierop een opiniepeiling onder de bevolking te houden en alle klachten te verzamelen. Vanaf dit moment was Stuyvesant volgens Van der Donck 'ziedend', en verharde het in het begin goede contact tussen Stuyvesant en Van der Donck.

### Arrestatie van Van der Donck
Nadat bleek dat een compromis tussen de Raad en Stuyvesant onmogelijk was, liet Stuyvesant Van der Donck arresteren, met als beschuldiging hoogverraad. De documenten die Stuyvesant had gevonden bij huiszoeking van het huis van Van der Donck bevatten volgens hem 'grove laster' aan zijn adres en 'enorme beledigingen' aan het adres van de regeringsleiders in Den Haag.
Stuyvesant riep alle inwoners bijeen in een samenkomst in de kerk, waarin hij het volk een 'geschrift' wilde voorlezen (waarschijnlijk een verslag van het verraderlijke gedrag van Van der Donck met de straf waartoe Stuyvesant had besloten). Voor hij dit kon doen sprong echter Cornelis Melyn op het podium met de mededeling dat de Staten-Generaal hem opgedragen had het bevelschrift van het hooggerechtshof te overhandigen aan de directeur-generaal, en vroeg aan Arnold van Hardenbergh, lid van de Raad van Stuyvesant, de uitspraak voor te lezen. Stuyvesant voelde hier natuurlijk weinig voor. In een poging van Stuyvesant de brief te pakken te krijgen raakte de officiële zegel van de Nederlandse regering los, waarop de menigte reageerde alsof er heiligschennis was gepleegd. Hij kon niets anders meer doen dan toestemmen de brief voor te lezen, anders hadden 'slachting en bloedvergieten het gevolg kunnen zijn'. Nadat de brief was voorgelezen beloofde hij de orders te gehoorzamen en zich dus te verantwoorden in Nederland.
Door dit alles werd Van der Donck door Stuyvesant niet, zoals hij naar alle waarschijnlijkheid graag had gedaan als hij steun had gehad van zijn raad en de bevolking, voor een vuurpeloton geplaatst. Van der Donck moest in plaats daarvan zijn beledigende opmerkingen in zijn documenten vestigen of herroepen, werd daarvoor in vrijheid gesteld, maar mocht in de tijd dat hij daarmee bezig was niet zitting nemen in de Raad van Negen.

### Van der Doncks missie naar Nederland

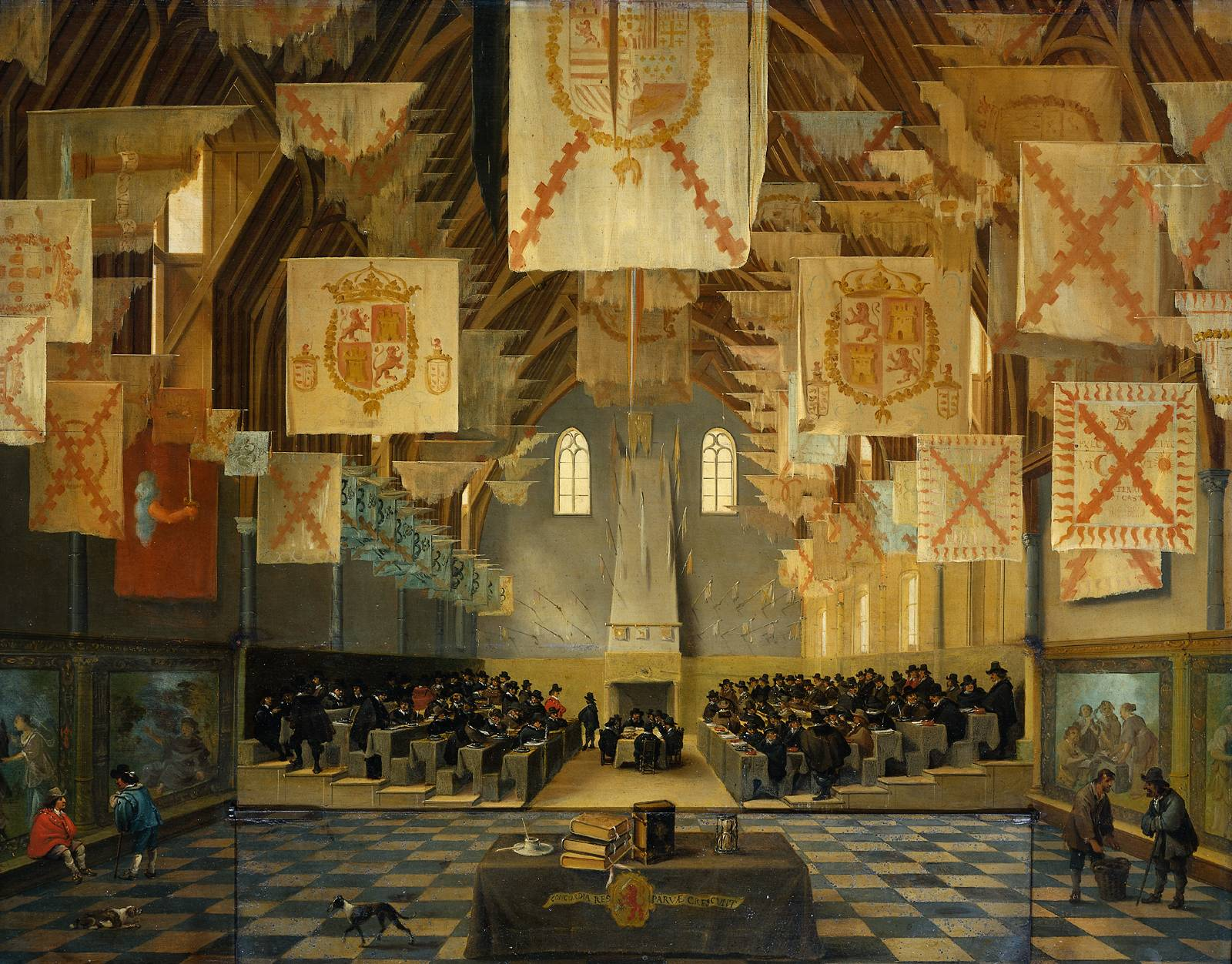
Dirck van Delen. De Grote Zaal op het Binnenhof, Den Haag, tijdens de Grote Vergadering der Staten-Generaal in 1651. Olieverf op koper. 52 × 68 cm. Amsterdam, Rijksmuseum Amsterdam.

Van der Donck begon de strijd te winnen, zo leek het, en begon meteen na zijn vrijlating met het verzamelen van klachten in een drieëntachtig pagina's tellend document dat hij Vertoogh van Nieu-Nederland noemde. Hij wilde dit voorleggen aan de Staten-Generaal in Den Haag. Hierop zou later de constitutie van de kolonie binnen het Nederlandse recht op gebaseerd worden, en ervoor zorgen dat New York ook in de Engelse overheersing een uniek karakter zou behouden. Met een aantal ondersteunende documenten, onder andere een waarin hij vroeg aan de Staten-Generaal de kolonie over te nemen van de WIC, vertrok hij samen met twee leden van de Raad van Negen - met toestemming van Stuyvesant die uiteindelijk door had dat hij de Raad er niet van weerhouden kon een afvaardiging te sturen - naar Nederland. Stuyvesant zou overigens niet zelf vertrekken naar Nederland, maar stuurde zijn secretaris Cornelis van Tienhoven naar Nederland om hem te vertegenwoordigen bij de aanklachten van Melyn, en om zijn bestuur te vertegenwoordigen bij de kwestie over de controle over de kolonie.
Van der Donck kwam in oktober 1649 in Nederland aan, waar hij een sfeer proefde van herborenheid naar aanleiding van de net een jaar daarvoor gesloten Vrede van Münster. Op 13 oktober kregen Van der Donck en zijn kameraden de mogelijkheid hun klachten duidelijk te maken aan de Staten-Generaal. Van der Donck betoogde uitgebreid en concludeerde dat de kolonie niet tot bloei kon komen onder het regime van de compagnie. Hij verzocht de Staten-Generaal de kolonie over te nemen en een bestuur van inwoners aan te stellen. Mede vanwege de pas gesloten vrede maar ook door de overredingskracht van Van der Donck waren Staten-Generaal inschikkelijk en besloten een commissie in te stellen die de zaak zou onderzoeken.
Helaas ontstond rond die tijd een crisis in het pas onafhankelijke land. Willem II van Oranje-Nassau wilde een coup plegen, waarop de plannen van de kolonie op Manhattan op de lange baan werden geschoven. Van der Donck gebruikte deze tijd om zijn kolonie te promoten in Nederland door zijn documenten uit te geven en een kaart te laten drukken (de beroemde Jansson-Visscher kaart, zie hieronder). Zijn promotiecampagne had succes; werd er voordien vrijwel nooit gesproken over Nieuw-Nederland of Nieuw-Amsterdam, nu stonden kolonisten in de rij het land te koloniseren. Schippers moesten honderden mensen teleurstellen die wilden emigreren, omdat de schepen naar Nieuw-Nederland al vol zaten.
Toen de crisis afgezworen was kwam de kwestie Nieuw-Nederland weer op de agenda van de Staten-generaal. De Remonstrantie van Nieuw-Nederland, een werk dat Van der Donck had laten drukken, had voor veel beroering gezorgd in de Republiek, en zette als zodanig zijn betoog extra kracht bij. In april 1650 kwam de beslissende uitspraak: de commissie publiceerde zijn oordeel, een 'Voorlopige Verordening over het Bestuur, het Behoud, en de Bevolking van Nieuw Nederland'. De leden van de commissie concludeerden dat zij 'het slechte beheer van de privileges en vrijheden verstrekt aan de aandeelhouders van de West-Indische Compagnie niet langer willen en kunnen toestaan'. Daarna volgden specifieke verordeningen die uitgevoerd moesten worden. De belangrijkste was zonder meer dat 'in de stad Nieuw-Amsterdam een gemeentebestuur' geïnstalleerd moest worden. Totdat dat gedaan was moest de Raad van Negen haar werk voortzetten. Vanwege de plotseling toegenomen belangstelling werd verder gesommeerd dat alle schepen die richting Nieuw-Nederland kolonisten die zich aandienen moeten meenemen. Ook werd een bedrag van 15000 gulden beschikbaar gesteld voor kolonisten die de overtocht niet konden betalen.
De WIC en Van Tienhoven waren woedend; de kamer van Amsterdam ging meteen in beroep. Maar ook Van der Donck was niet volledig tevreden omdat de commissie de WIC niet haar bezit ontnam. Van der Donck zag het liefst dat Nieuw-Nederland als een soort achtste provincie deel uit ging maken van de Republiek.
Van der Donck bleef in Nederland om het nieuwe bestuur van de kolonie vorm te geven, en verscheen regelmatig voor de Staten-Generaal om de voorlopige verordeningen ten uitvoer te krijgen. Natuurlijk probeerde Van Tienhoven dit tegen te gaan. Op 10 februari 1652 hield Van der Donck zijn slotbetoog, waarin hij opnieuw pleitte voor het onteigenen van de kolonie van de WIC, en het te reorganiseren tot een overzees gebiedsdeel waar de Nederlandse wet gold, waar de burgers Nederlands burger waren met alle bijbehorende rechten, en waar de hoofdstad de status van een Nederlandse stad had met alle rechten en bescherming die daarbij hoorden. Door zijn grondige betoog en de afwezigheid van een verdediger namens Stuyvesant (Van Tienhoven was wegens een seksschandaal het land ontvlucht en met zijn maîtresse teruggegaan naar Nieuw-Amsterdam) begonnen ook de kamers van de WIC verdeeld te raken. Verschillende kamers van de WIC gaven de Amsterdamse kamer, die de kolonie had 'gemonopoliseerd', de schuld van het wanbestuur. De Staten-Generaal waren volledig overtuigd geraakt van Van der Donck en besloten uiteindelijk een begin te maken met de volledige reorganisatie van de kolonie. Onder druk van de regering zond de Amsterdamse kamer van de WIC Stuyvesant het bevel een openbaar bestuur te vormen met een rechtbank 'die zo veel mogelijk gebaseerd is op de gewoonten van deze stad'.
Eind april stelden de Staten-Generaal de brief op waar Van der Donck al die tijd op had zitten wachten. De brief die dateerde van 27 april 1652 bevatte de opdracht Stuyvesant af te zetten, en moest persoonlijk door Van der Donck worden afgegeven. Van der Donck was zeer opgetogen en begon met de voorbereidingen voor zijn terugkeer naar Nieuw-Amsterdam, ervan uitgaande dat zijn missie er op zat. Hij verzocht in mei voor een regeringscommissie terug te mogen keren naar Manhattan 'om op vreedzame wijze het ambt van voorzitter van de gemeenschap in Nieuw-Amsterdam in handen te krijgen'.
Op dat moment brak echter de Eerste Engels-Nederlandse Oorlog uit. De WIC, die een sterk militaristisch karakter had, kwam weer tot leven en de Staten-Generaal draaiden de verordeningen die ze net tevoren hadden uitgevaardigd weer terug. Ze herriepen de afzettingsprocedure van Stuyvesant en eisten van Van der Donck dat hij hen de brief teruggaf die ze hem hadden gegeven. Van der Donck werd van het ene op het andere moment gezien als een gevaar voor de nationale veiligheid, werd vastgezet en kreeg geen toestemming naar Amerika terug te keren. Zonder hem vertrok het schip met zijn familieleden en bezittingen naar Nieuw-Amsterdam. Van der Donck was niet langer een patriot, maar een extremist die diende in de gaten gehouden te worden.
Van der Donck werkte in het verdere jaar aan het manuscript van zijn Beschryvinge van Nieuw-Nederlant en kreeg uiteindelijk in 1653 toestemming terug te gaan naar Nieuw-Amsterdam, op voorwaarde dat hij zich niet meer met de politiek zou bemoeien en zijn ambt als advocaat niet meer zou uitoefenen. Van der Donck zou zich terugtrekken op zijn landgoed en twee jaar later, mogelijk door een indianenoverval ten tijde van de Perzikoorlog, aan zijn einde komen.